# Michael Merzenich
Michael Matthias Merzenich (ur. w 1942 r. w Lebanon w stanie Oregon) – amerykański neurobiolog i emerytowany profesor Uniwersytetu Kalifornijskiego w San Francisco. Udoskonalił mapy kory czuciowej opracowane przez jego poprzedników (Archie Tunturi, Clinton Woolsey, Vernon Mountcastle, Wade Marshall i Philip Bard) i udoskonalił je dzięki technikom mapowania gęstych mikroelektrod. Wykorzystując to, ostatecznie wykazał że w bruździe zaśrodkowej istnieje wiele map somatotopowych ciała oraz wiele map tonotopowych bodźców akustycznych w górnej płaszczyźnie skroniowej.
Kierował zespołem implantów ślimakowych na Uniwersytecie Kalifornijskim, którą to technologię rozwinęło dalej Advanced Bionics, czego skutkiem było urządzenie Clarion. Współpracował z Billem Jenkinsem i Greggiem Recanzone, aby wykazać, że mapy sensoryczne ulegają przemianom w wieku dorosłym u zwierząt wykonujących skutecznie zadania sensoryczne. Efektem współpracy z B. Jenkinsem, Paulą Tallal, i Steve’em Millerem jest firma Scientific Learning. Stworzyła ona oprogramowanie Fast ForWord, które poprawia umiejętności językowe dzieci i porównuje je z efektami przed użyciem. Skuteczność rozwiązania jest jednak kwestionowana.
Merzenich był kierownikiem i dyrektorem ds. naukowych Scientific Learning Corporation od listopada 1996 r. do stycznia 2003 r. Dwa razy odbywał urlopy naukowe UCSF, w latach 1997 i 2004. W 1997 kierował zespołami badawczymi w Scientific Learning, a w 2004 w Posit Science Corporation. Ta druga spółka pracuje nad szeroką gamą terapii behawioralnych. Wiodącym produktem jest aplikacja do treningu mózgu o nazwie BrainHQ. Merzenich jest dyrektorem ds. naukowych i członkiem zarządu przedsiębiorstwa.

## Wczesne lata, edukacja
Urodził się w Lebanon w st. Oregon w 1942 roku. W dzieciństwie wykazywał zainteresowanie nauką. Studiował na University of Portland i uzyskał tam tytuł licencjata w 1964 r.. Osiągał na tyle dobre wyniki, że jedyną oceną niższą niż A (pięć) otrzymał z filozofii – C (trzy) – z której wykładowcą wchodził w kłótnie. W 1968 roku uzyskał stopień doktora fizjologii na Johns Hopkins Medical School w laboratorium Vernona Mountcastle'a, za badania neuronalnego kodowania wielkości bodźca na owłosionej skórze. Następnie odbył studia podoktorskie na Uniwersytecie Wisconsin pod kierunkiem Jerzego Rose'a. Tam przeprowadził międzygatunkową analizę jąder ślimakowych u dużych kotów łownych oraz przedstawicieli płetwonogich, wykonał pierwsze u makaka mapy mikroelektrod kory słuchowej wraz z Johnem Brugge i somatosensoryczne z neurochirurgiem Ronem Paulem.

## Praca naukowa, badania na plastycznością mózgu
Uzyskał stypendium neurofizjologiczne na lata 1968–1971. Potem rozpoczął pracę na Uniwersytecie Kalifornijskim jako jedyny naukowiec na Wydziale otolaryngologii, chirurgii głowy i szyi Od 1971 r. był na uczelni członkiem wydziału, a w 1980 r. został profesorem zwyczajnym. Ponadto był tam współdyrektorem Coleman Memorial Laboratory, gdzie prowadził badania nad korą mózgową, a także kierownikiem katedry otorynolaryngologii im. Francisa A. Sooya w Keck Center for Integrative Neurosciences. Zajmuje się przede wszystkim chorobami neurologicznym, procesami uczenia się i neurologicznymi kory mózgowej. W 2007 r. przeszedł na emeryturę, zachowując posadę na uczelni.
Merzenich brał udział w licznych badaniach dotyczących neuroplastyczności. W lutym 2004 r. wygłosił na konferencji TED wykład „Więcej dowodów na plastyczność mózgu”, w którym przedstawił główne wnioski z własnych prac.
Pomógł zidentyfikować dwa odrębne okresy plastyczności mózgu. Okres Krytyczny Niemowlęcia to moment, w którym mózg dziecka uruchamia procesy nerwowe dla bodźców, którym jest poddawany. W Okresie Plastyczności Dorosłego procesy są udoskonalane podczas wykonywania różnorodnych zadań.
Zrozumienie, w jaki sposób mózg może tworzyć nowe połączenia, pozwoliło Merzenichowi, Tallalowi i innym współpracownikom opracować strategie pozwalające korygować indywidualne deficyty w mowie czy czytaniu.
W wyniku badań nad uczeniem się zależnym od doświadczenia, prowadzonych na przedstawicielach naczelnych innych niż ludzie, neurofizjolodzy – w tym Merzenich – wykazali że proces plastyczności jest aktywny całe życie. Dalsze badania na małpach sugerują, że teorię uczenia się Hebba, kluczową dla neuroplastyczności, można zastosować w leczeniu dzieci z zaburzeniami uczenia się języka.
Doktor James T. Todd, profesor psychologii, skrytykował Michaela Merzenicha za użycie terminu „cudowny” do opisania dowodów rzekomo potwierdzających metodę szybkiej podpowiedzi (ang. rapid prompting method, RPM) twierdząc, że naukowe wartości odstające są trudne do przeanalizowania w laboratorium oraz odtworzenia i należy je kwestionować.

## Rozpoznawalność
Jego praca jest także często opisywana w prasie popularnej, m.in. w The New York Times, The Wall Street Journal, Time i Newsweek .
Występował w programach: „Sixty Minutes II”, „CBS Evening News” i „Good Morning America”. Jego prace można było zobaczyć w czterech programach specjalnych PBS oraz w dokumencie ABC Australia „Redesign My Brain” (który został wyemitowany na amerykańskim kanale Discovery Channel jako „Hack My Brain”). Wystąpił też w programie „Neuroplastyczność. Rewolucja” (ang. „The Brain Revolution”; reż. Eli Brown), w Polsce emitowanym na kanałach TVP i z dostępem w VOD TVP.

## Nagrody
W maju 1999 r. Merzenich został uhonorowany wyborem do Narodowej Akademii Nauk za badania nad plastycznością mózgu. W 2008 roku wybrano go do Instytutu Medycyny tejże, co czyni go jednym z nielicznych delegatów do więcej niż jednej odnogi.
Otrzymał nagrodę za wybitny wkład naukowy od 2001 r.. Został też odznaczony:
- International Ipsen Prize[11],

- Zülch Prize of the Max-Planck Institute[11],

- Thomas Alva Edison Patent Award[1],

- The Purkinje Medal[1],

- Karl Spencer Lashley Award

W 2015 roku National Academy of Engineering przyznała doktorowi Fritz J. and Dolores H. Russ Prize –prestiżową nagrodę w dziedzinie bioinżynierii, za prace nad implantami ślimakowymi. Rok później otrzymał jedną z najważniejszych na świecie nagród neurologicznych, Kavli Prize.

## Patenty i wynalazki
Przyznano mu prawie 100 patentów w USA. Wraz z Peterem B. Delahuntem, Josephem L. Hardym, Henrym W. Mahncke i Donaldem Richardsem posiadają patent na badania wizualne ćwiczeń poznawczych. Do badań wykorzystują system komputerowy. Uczestnik obserwuje w nim scenę z określonym akcentem wizualnym – dzięki któremu co najmniej jeden obiekt wyraźnie różni się od tła – i musi wykonać poprawną reakcję.

## Publikacje
Merzenich tworzył lub współtworzył ponad 232 publikacji, w tym:
- Michael P. Stryker. Anesthetic State Does Not Affect the Map of the Hand Representation Within Area 3b Somatosensory Cortex in Owl Monkey. „The Journal of Comparative Neurology”. 258 (2), s. 297–303, 1987-09-18. DOI: 10.1002/cne.902580209. PMID: 3584542.
- T.T. Allard. Syndactyly results in the emergence of dougle-digit fields in somatosensory cortex in adult owl monkeys.. „Soc. Neurosci.”. Abstract 11:965 (Wymieniony w bibliografii jako Abstract 11:965), 1987-09-18.brak numeru strony
- W.M. Jenkins. Behaviorally controlled differential use of restricted hand surfaces induce changes in the cortical representation of the hand in area 3b of adult owl monkeys.. „Soc. Neurosci.”. Abstract 10:665 (Wymieniony w bibliografii jako Abstract 11:965), s. 303, 1987-09-18.
- Chapter 21 Reorganization of neocortical representations after brain injury: A neurophysiological model of the bases of recovery from stroke. W: William M. Jenkins: Neural Regeneration. T. 71. 1987, s. 249–266, seria: Progress in Brain Research. DOI: 10.1016/s0079-6123(08)61829-4. ISBN 978-0-444-80814-1.
- The organization of the Si cortex. Multiple representations of the body in primate.. W: M. M. Merzenich: Cortical Sensory Organization. T. 1: Multiple Somatic Areas.. 1981, s. 303.
- M. M. Merzenich. Topographic reorganization of somatosensory cortical areas 3b and 1 in adult monkeys following restricted deafferentation. „Neuroscience”. 8 (1), s. 33–55, 1983. DOI: 10.1016/0306-4522(83)90024-6. PMID: 6835522. Bibcode: 10.1.1.520.9299.
- M. M. Merzenich. Progression of change following median nerve section in the cortical representation of the hand in areas 3b and 1 in adult owl and squirrel monkeys. „Neuroscience”. 10 (3), s. 639–65, 1983. DOI: 10.1016/0306-4522(83)90208-7. PMID: 6646426. Bibcode: 10.1.1.459.5967.
- Observations and hypotheses on special organizational features of the central auditory nervous system.. W: M. M. Merzenich: Dynamic Aspects of Neocortical Function. New York: John Wiley and Sons, 1984, s. 303.
- M. M. Merzenich. Variability in hand surface representations in areas 3b and 1 in adult owl and squirrel monkeys. „The Journal of Comparative Neurology”. 258 (2), s. 281–96, 1987. DOI: 10.1002/cne.902580208. PMID: 3584541.
- J. T. Wall. Functional reorganization in somatosensory cortical areas 3b and 1 of adult monkeys after median nerve repair: Possible relationships to sensory recovery in humans. „The Journal of Neuroscience”. 6 (1), s. 218–33, 1986. DOI: 10.1523/JNEUROSCI.06-01-00218.1986. PMID: 3944620. PMCID: PMC6568627.
- M.M. Merzenich. Temporal processing deficits of language-learning impaired children ameliorated by training. „Science”. 271 (5245), s. 77–81, 1996. DOI: 10.1126/science.271.5245.77. PMID: 8539603. Bibcode: 1996Sci...271...77M.
- Cortical plasticity, learning, and learning dysfunction. W: M. M. Merzenich: Maturational Windows and Adult Cortical Plasticity. T. 23. 1995, s. 247–271.
- Some neurological principles relevant to the origins of - and the cortical plasticity based remediation of - language learning impairments. W: M. M. Merzenich: Neuroplasticity: Building a Bridge from the Laboratory to the Clinic. 1999, s. 169–187.

## Redakcja książek
- Josef Syka: Plasticity and Signal Representation in the Auditory System. Springer, 2003. ISBN 978-0-387-23154-9. Brak numerów stron w książce

- S. Rosen: Assessing assessment. In Cochlear Implants, New York: Raven Press. Springer, 1985. Brak numerów stron w książce

## Więcej informacji
- Merzenich, Michael; Soft-Wired: Jak nowe odkrycia o plastyczności mózgu mogą zmienić Twoje życie (ang.)[37]
- Merzenich, Michael, A Childhood in the Sticks (autobiografia; ang.)[38]